# Bahnstrecke Gotteszell–Blaibach
| |                             |                                                 |                                               |
| Streckennummer (DB): | 9581                        |                                                 |                                               |
| Kursbuchstrecke (DB): | 908 (vorher 12905 bzw. 866) |                                                 |                                               |
| Kursbuchstrecke: | 426m (1946)                 |                                                 |                                               |
| Streckenlänge: | 39,8 km                     |                                                 |                                               |
| Spurweite: | 1435 mm (Normalspur)        |                                                 |                                               |
| Streckenklasse: | C2                          |                                                 |                                               |
| Maximale Neigung: | 25,5 ‰                      |                                                 |                                               |
| Minimaler Radius: | 150 m                       |                                                 |                                               |
| Streckengeschwindigkeit: | 50 km/h                     |                                                 |                                               |
| |                             |                                                 |                                               |
| \| \| \| von Landshut (Bay) Hbf \| \| \| \| 0,000 \| Gotteszell \| 552 m \| \| \| \| nach Bayerisch Eisenstein \| \| \| \| 0,409 \| Infrastrukturgrenze DB InfraGO / Regentalbahn[1] \| Infrastrukturgrenze DB InfraGO / Regentalbahn[1] \| \| \| 3,248 \| Holzladestelle Bruckmühle (bis 1988) \| Holzladestelle Bruckmühle (bis 1988) \| \| \| 4,174 \| Ruhmannsfelden \| 502 m \| \| \| \| Teisnach (28 m[2]) \| \| \| \| 5,395 \| Granitwerke Prünst \| Granitwerke Prünst \| \| \| 6,900 \| Patersdorf \| 462 m \| \| \| 8,885 \| Teisnach Rohde & Schwarz (seit 2016) \| Teisnach Rohde & Schwarz (seit 2016) \| \| \| 9,200 \| Ladestelle Bauunternehmen \| Ladestelle Bauunternehmen \| \| \| 9,500 \| Anschluss Sägewerk Georg Wittmann \| Anschluss Sägewerk Georg Wittmann \| \| \| 10,135 \| Teisnach \| 447 m \| \| \| \| von der Papierfabrik \| \| \| \| 12,000 \| Böbracher Tunnel (64 m[3]) \| Böbracher Tunnel (64 m[3]) \| \| \| 12,700 \| Böbrach (nur Sonderverkehr) \| Böbrach (nur Sonderverkehr) \| \| \| 15,200 \| Gumpenried-Asbach \| 428 m \| \| \| 18,100 \| Nußberg-Schönau (nur Sonderverkehr) \| 416 m \| \| \| 19,900 \| Gstadt (nur Sonderverkehr) \| 415 m \| \| \| 22,400 \| Schnitzmühle \| Schnitzmühle \| \| \| 23,800 \| Anschluss Ziegelei \| Anschluss Ziegelei \| \| \| 24,814 \| Viechtach \| 411 m \| \| \| 26,870 \| Rugenhof \| Rugenhof \| \| \| 27,798 \| Tresdorf \| 425 m \| \| \| \| zum Quarzitwerk \| \| \| \| 30,779 \| Fichtental (ehem. Krailing-Prackenbach)[2] \| 455 m \| \| \| 32,200 \| Krailing \| 478 m \| \| \| 33,978 \| Lehen-Höllenstein \| 447 m \| \| \| 36,314 \| Wimbach-Untergschaidt \| 433 m \| \| \| \| Regen (70 m) \| \| \| \| \| von Bad Kötzting \| \| \| \| 39,700 \| Blaibach (Oberpf) (früher Blaibach (Niederbay)) \| 385 m \| \| \| \| nach Cham \| \| |                             |                                                 |                                               |
| Strecke |                             | von Landshut (Bay) Hbf                          | von Landshut (Bay) Hbf                        |
| Bahnhof | 0,000                       | Gotteszell                                      | 552 m                                         |
| Abzweig geradeaus und nach rechts |                             | nach Bayerisch Eisenstein                       | nach Bayerisch Eisenstein                     |
| Wechsel des Eisenbahninfrastrukturunternehmens | 0,409                       | Infrastrukturgrenze DB InfraGO / Regentalbahn   | Infrastrukturgrenze DB InfraGO / Regentalbahn |
| ehemalige Blockstelle | 3,248                       | Holzladestelle Bruckmühle (bis 1988)            | Holzladestelle Bruckmühle (bis 1988)          |
| Bahnhof | 4,174                       | Ruhmannsfelden                                  | 502 m                                         |
| Brücke über Wasserlauf |                             | Teisnach (28 m)                                 | Teisnach (28 m)                               |
| Abzweig geradeaus und von rechts | 5,395                       | Granitwerke Prünst                              | Granitwerke Prünst                            |
| Haltepunkt / Haltestelle | 6,900                       | Patersdorf                                      | 462 m                                         |
| Haltepunkt / Haltestelle | 8,885                       | Teisnach Rohde & Schwarz (seit 2016)            | Teisnach Rohde & Schwarz (seit 2016)          |
| ehemalige Blockstelle | 9,200                       | Ladestelle Bauunternehmen                       | Ladestelle Bauunternehmen                     |
| ehemalige Blockstelle | 9,500                       | Anschluss Sägewerk Georg Wittmann               | Anschluss Sägewerk Georg Wittmann             |
| Bahnhof | 10,135                      | Teisnach                                        | 447 m                                         |
| Abzweig geradeaus und ehemals nach rechts |                             | von der Papierfabrik                            | von der Papierfabrik                          |
| Tunnel | 12,000                      | Böbracher Tunnel (64 m)                         | Böbracher Tunnel (64 m)                       |
| Haltepunkt / Haltestelle | 12,700                      | Böbrach (nur Sonderverkehr)                     | Böbrach (nur Sonderverkehr)                   |
| Haltepunkt / Haltestelle | 15,200                      | Gumpenried-Asbach                               | 428 m                                         |
| Haltepunkt / Haltestelle | 18,100                      | Nußberg-Schönau (nur Sonderverkehr)             | 416 m                                         |
| Haltepunkt / Haltestelle | 19,900                      | Gstadt (nur Sonderverkehr)                      | 415 m                                         |
| Haltepunkt / Haltestelle | 22,400                      | Schnitzmühle                                    | Schnitzmühle                                  |
| ehemalige Blockstelle | 23,800                      | Anschluss Ziegelei                              | Anschluss Ziegelei                            |
| Kopfbahnhof Strecke ab hier außer Betrieb | 24,814                      | Viechtach                                       | 411 m                                         |
| Dienststation / Betriebs- oder Güterbahnhof (Strecke außer Betrieb) | 26,870                      | Rugenhof                                        | Rugenhof                                      |
| Haltepunkt / Haltestelle (Strecke außer Betrieb) | 27,798                      | Tresdorf                                        | 425 m                                         |
| Abzweig geradeaus und nach links (Strecke außer Betrieb) |                             | zum Quarzitwerk                                 | zum Quarzitwerk                               |
| Bahnhof (Strecke außer Betrieb) | 30,779                      | Fichtental (ehem. Krailing-Prackenbach)         | 455 m                                         |
| Haltepunkt / Haltestelle (Strecke außer Betrieb) | 32,200                      | Krailing                                        | 478 m                                         |
| Haltepunkt / Haltestelle (Strecke außer Betrieb) | 33,978                      | Lehen-Höllenstein                               | 447 m                                         |
| Haltepunkt / Haltestelle (Strecke außer Betrieb) | 36,314                      | Wimbach-Untergschaidt                           | 433 m                                         |
| Brücke über Wasserlauf (Strecke außer Betrieb) |                             | Regen (70 m)                                    | Regen (70 m)                                  |
| Abzweig ehemals geradeaus und von rechts |                             | von Bad Kötzting                                | von Bad Kötzting                              |
| Bahnhof | 39,700                      | Blaibach (Oberpf) (früher Blaibach (Niederbay)) | 385 m                                         |
| Strecke |                             | nach Cham                                       | nach Cham                                     |

Die Bahnstrecke Gotteszell–Blaibach ist eine Nebenbahn in Bayern. Sie verläuft in Niederbayern von Gotteszell nach Viechtach, die weitere Strecke nach Blaibach ist seit Anfang der 1990er Jahre stillgelegt und abgebaut. Eigentümer und Eisenbahninfrastrukturunternehmen der Strecke ist die nichtbundeseigene Länderbahn.

## Geschichte

### Der Bau von Gotteszell nach Viechtach

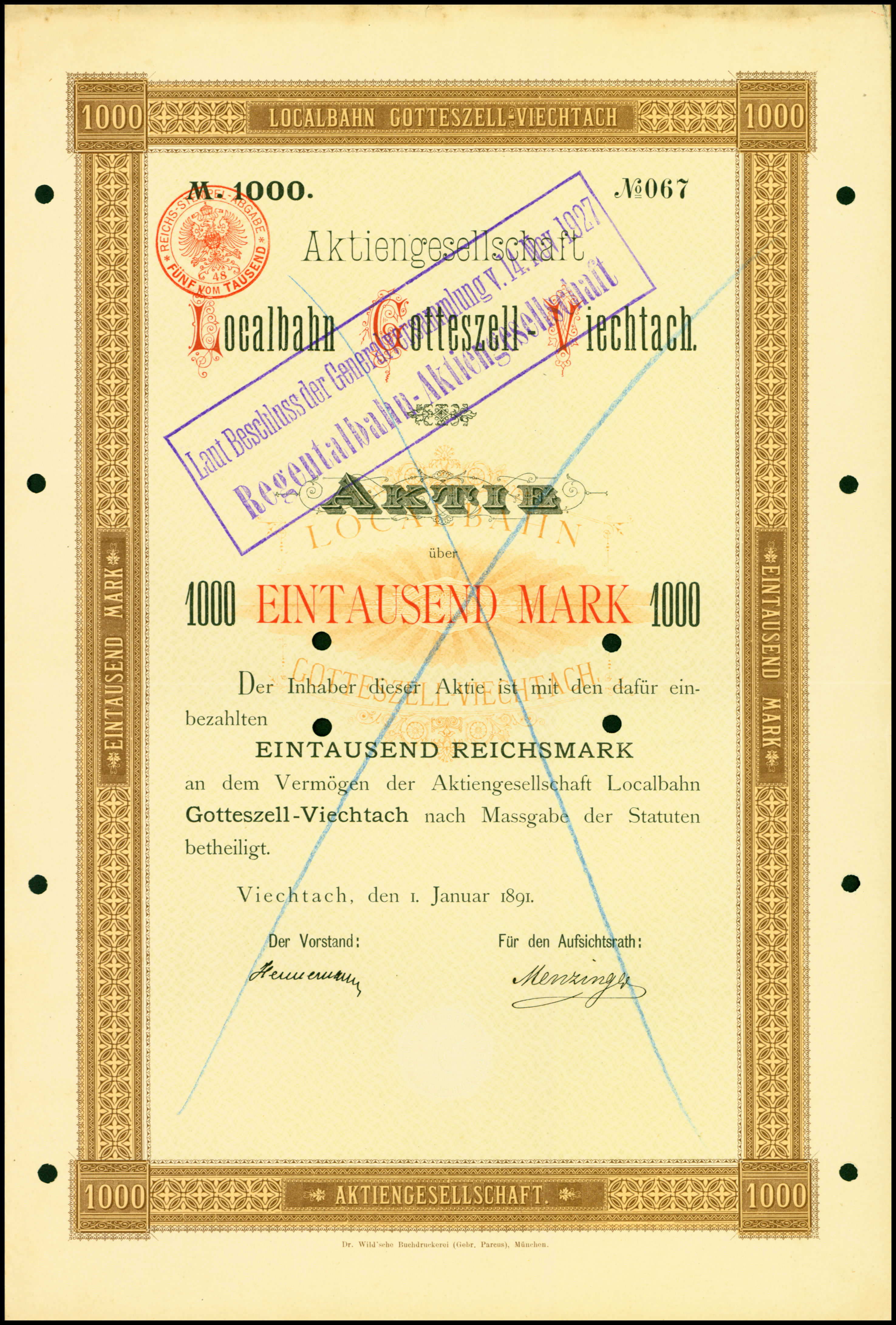
Aktie über 1000 Mark der AG Localbahn Gotteszell-Viechtach vom 1. Januar 1891

Nach dem Bau der Bahnstrecke Schwandorf–Furth im Wald 1861 und der Bahnstrecke Plattling–Bayerisch Eisenstein (Bayerische Waldbahn) 1877 wuchs der Wunsch, das Tal des Schwarzen Regens zwischen Teisnach und Blaibach mit diesen beiden Bahnen zu verbinden. Die Bayerische Staatsbahn hatte sich jedoch für den Bau der Bahnstrecke Cham–Kötzting entschieden.

Eine Lok und ein Güterwaggon der Papierfabrik Pfleiderer um 1900

So wurde die Lokalbahn Aktien-Gesellschaft in München beauftragt, ein generelles Projekt auszuarbeiten. Der Plan sah vor, dass die Bahnstrecke in Gotteszell von der Waldbahn abzweigte und schließlich nach 24,97 Kilometern in Viechtach ihren Endbahnhof erreichte. Am 28. April 1889 wurde die Konzession für den Bau an die Lokalbahn AG Gotteszell–Viechtach für 99 Jahre erteilt.
Der Bau kostete die Lokalbahn AG genau 1.783.148 Mark. Am 10. November 1890 wurde die Strecke in Betrieb genommen. Im ersten vollen Betriebsjahr wurden 107.630 Personen und rund 25.000 Tonnen Güter befördert und damit ein Überschuss von 27.181 Mark erzielt. 1900 betrug der Überschuss 76.278 Mark. Großen Anteil daran hatte die Papierfabrik Teisnach.
Zu Beginn des Ersten Weltkrieges wurde der Verkehr Anfang August 1914 aufgrund der allgemeinen Mobilmachung eingestellt. Am 21. August 1914 konnte er eingeschränkt, unter anderem durch den Einsatz von 25 Kriegsgefangenen, wieder aufgenommen werden.

### Weiterbau nach Blaibach
Seit Jahren gab es Bemühungen für einen Weiterbau nach Blaibach. Am 21. Oktober 1904 nannte Verkehrsminister Heinrich von Frauendorfer so viele Bedingungen, dass zunächst darauf verzichtet wurde.
1919 wurde die Lokalbahn von Grund auf erneuert. An die Stelle der Schienen Bayern V mit einem Metergewicht von 21,8 Kilogramm traten Schienen der Form Bayern IX mit einem Metergewicht von 34,8 Kilogramm. Die Schienenlänge betrug 15 Meter statt neun Meter. Gleichzeitig wurde eine Werkstätte in Viechtach eingerichtet. Es war schließlich der Plan, eine Bahnstrecke durch das Zellertal zu bauen, der die Befürworter einer Verlängerung nach Blaibach zum Handeln drängte. Von 1924 bis 1925 wurde die Fortführung der Strecke projektiert. Eine Linienführung entlang des Regens wurde aufgrund der notwendigen vielen Kurven und Tunnel bereits frühzeitig verworfen. Aus diesem Grund wurde sie bei Tresdorf in Richtung Krailling und weiter nach Blaibach projektiert. Der Anschluss Prackenbachs und der dortigen Steinindustrie wurde erwogen, jedoch verworfen. Als Ausgleich wurde der Bahnhof Krailling außerhalb des Ortes in Richtung Prackenbach gelegt. Die Finanzierung über fast drei Millionen Mark wurden unter Mithilfe des Landtagspräsidenten Heinrich Königbauer und des Verkehrsreferenten Karl Rothmeier gesichert.
Für die Streckenverlängerung musste der Bahnhof in Viechtach um 150 Meter verlängert werden. Am 2. Juli 1926 wurde mit dem Bau begonnen. Nach heftigen Regenfällen konnte jedoch erst am 24. September mit den Hauptbaumaßnahmen durch die Firmen Polensky & Zöllner (östlicher Abschnitt) und Carl Brandt (westlicher Abschnitt) begonnen werden. Für den Bau durften großteils nur Notstandsarbeiter, die meisten ohne Tiefbauerfahrung, eingesetzt werden, da die Hälfte der Finanzierung aus der produktiven Erwerbslosenfürsorge stammte. Größtes Bauwerk der 14,8 Kilometer langen Verlängerung wurde die Regenbrücke bei Blaibach, eine pfeilerlose Betonbrücke mit 70 Metern Spannweite. 60 % der Streckenlänge liegen in Bögen mit einem Mindesthalbmesser von 150 m. Die steilste Steigung misst 25 ‰. Am 20. Dezember 1927 konnte die Strecke für den Verkehr freigegeben werden. Am 2. Januar 1928 wurde der Güterverkehr und am 1. Februar 1928 der Personenverkehr aufgenommen. Die offizielle Einweihung erfolgte am 4. März 1928. Die Konzession wurde daraufhin am 21. August 1928 bis zum Jahr 2040 verlängert.
Am Tag der offiziellen Einweihung schlossen sich die Lokalbahn AG Gotteszell–Viechtach und die Lokalbahn Deggendorf–Metten AG zur Regentalbahn AG, rückwirkend auf den 14. November 1927, zusammen. In der Folge wurde die Bahnstrecke als „Regentalbahn“ bezeichnet. Sie bildete mit 46 km Streckenlänge die zweitgrößte Privatbahn Bayerns.

### Betrieb der Gesamtstrecke bis zur Teilstilllegung

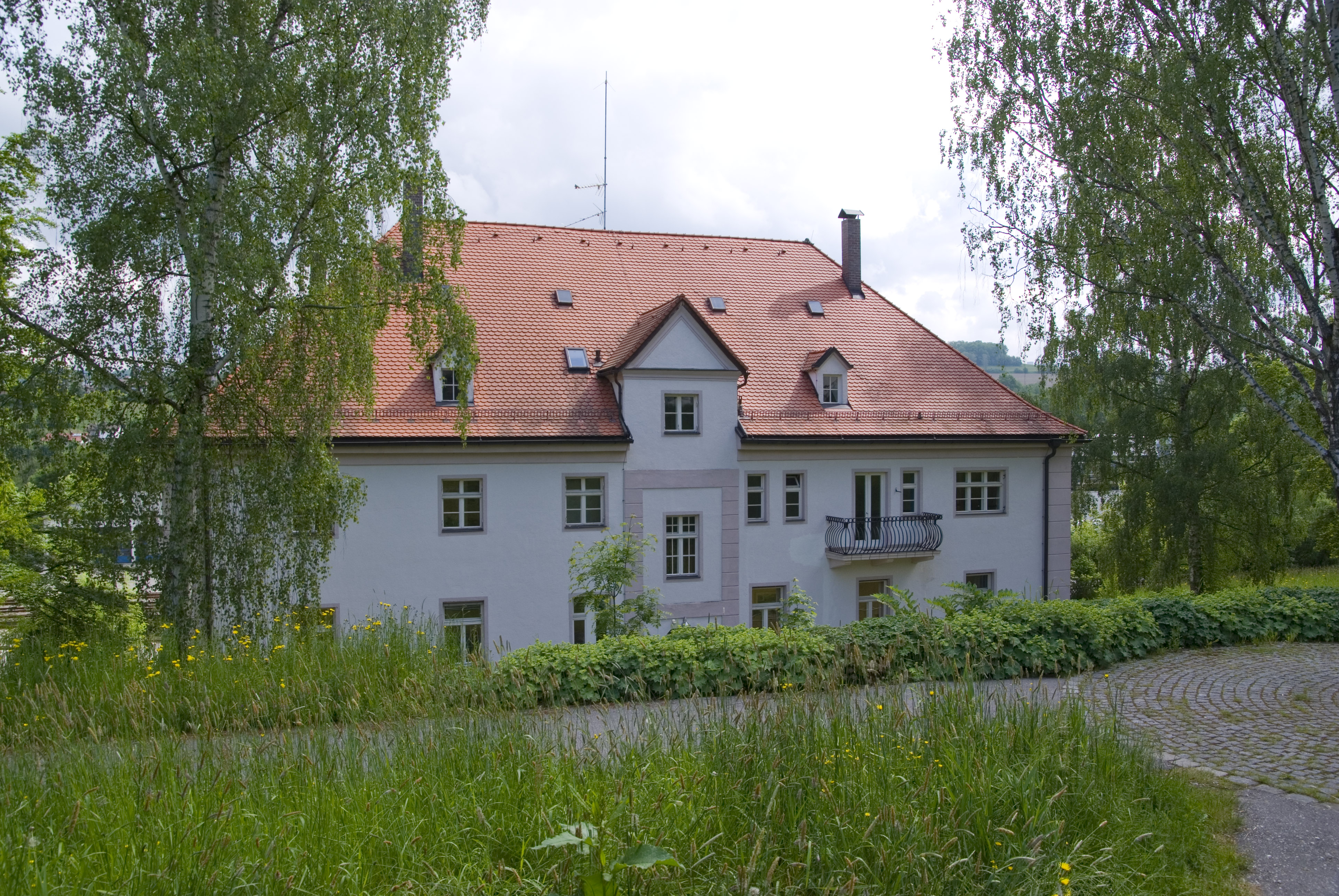
Verwaltung der Regentalbahn AG am Bahnhof Viechtach

Ab der Eröffnung der Blaibacher Strecke verkehrten zwischen Viechtach und Blaibach täglich vier Zugpaare, auf der alten Strecke werktags drei und an Sonn- und Feiertagen vier Zugpaare. Bemerkenswert war der Fahrzeugpark, da hier Fahrzeuge zum Einsatz kamen, die von anderen Bahnen preiswert erworben wurden. Der erste Triebwagen fuhr bereits 1902 durch das Regental.
Ab 1940 wurde der Betrieb auf Triebwagen umgestellt. In der Zeit des Zweiten Weltkriegs diente die Strecke oft als Umleiterstrecke für Güterzüge aus dem Donautal. Dies überforderte den Oberbau, so dass sie am Ende des Krieges stark sanierungsbedürftig war und mit großen Aufwendungen wieder instand gesetzt werden musste. 1950 wurde etwa einen Kilometer entfernt vom Haltepunkt Fichtental (ehemals Krailing-Prackenbach) ein neuer Haltepunkt Krailing eröffnet.
Ende der 1950er-Jahre begannen die Planungen für eine Aufstauung des Schwarzen Regens zur Energieversorgung. Anfänglich wäre hierbei vom Böbracher Tunnel bis Schnitzmühle eine Neutrassierung über zwölf Kilometer notwendig gewesen. Dieses Projekt wurde jedoch wegen Unrentabilität wieder eingestellt. Am 6. April 1960 kam es am Teisnacher Tunnel am östlichen Portal zu einem Felssturz, so dass es den Sommer 1960 über neu gebaut werden musste.
An der Stelle eines ehemaligen Sägewerks wurde in den 1960er-Jahren der Campingplatz Schnitzmühle auf einer Regeninsel unweit der Bahnstrecke eröffnet. Für ihn wurde 1969 ein Haltepunkt eingerichtet. In den 1970er-Jahren wurde der Schienenpersonenverkehr komplett auf Triebwagen umgestellt, die gebraucht in den 1960er- und -70er-Jahren beschafft worden waren. Ebenso wurden in dieser Zeit das Anschlussgleis zur Sägerei sowie der Lagerplatz am Bahnhof Viechtach aufgegeben. An dieser Stelle wurde eine Garage für die Omnibusse der Regentalbahn errichtet.
Mit dem Bau des Schulzentrums in Kötzting 1978 entfiel der Schülerverkehr nach Cham und Viechtach, so dass die Fahrgastzahlen von etwa 550.000 auf etwa 480.000 sanken. Um 1978 wurde die Strecke von Signalbetrieb auf Zugleitbetrieb umgestellt. Die Einfahrsignale in Ruhmannsfelden, Teisnach, Gumpenried-Asbach und Fichtental wurden abgebaut. Ebenso wurden 1977/78 die Holzunterstände in Lehen-Höllenstein, Wimbach-Untergschaidt, Krailing, Tresdorf und Patersdorf durch solche aus Betonfertigteilen ersetzt.
Im Schienengüterverkehr wurde mit dem Eintreffen der beiden Loks D III und D IV ab 1980 Funkfernsteuerung eingesetzt, so dass Rangierfahrten durch eine einzige Person durchgeführt werden konnten. Durch eine Änderung in der Übergabe der Güterwagen zwischen Bundesbahn und Regentalbahn endete in jenem Jahr auch der Einsatz von Gemischten Zügen, bei denen die regulären Personenzüge die Güterwagen transportierten.
1981 wurde Zugfunk auf der Strecke eingeführt. 1982 wurde die Kahnfähre beim Haltepunkt Gstadt stillgelegt. Im gleichen Jahr wurde der Haltepunkt Gumpenried-Asbach aufgrund des Kraftwerksbaus abgebrochen. Dort wurde die Strecke bis 1984 auf einem Kilometer Länge höher gelegt und begradigt. In Viechtach wurden 1982 die gesamten Werkstattanlagen umgebaut. Die Baukosten von 4,95 Mio. Mark wurden zu 95 % vom Freistaat Bayern übernommen. Ebenso wurden die letzten Einfahrsignale und Gleissperrsignale sowie das Hebelstellwerk in Viechtach entfernt.
Im Sommer 1988 wurden die Verladegleise in Patersdorf und der Ladestelle Ruhmannsfelden bei Bruckmühl entfernt. 1989 geschah dies mit dem Anschluss in Tresdorf. Ende der 1980er Jahre wurde der Posten des Streckenwärters an dieser Strecke abgeschafft. Im letzten Betriebsjahr des Personenverkehrs fuhren werktags vier Zugpaare zwischen Gotteszell und Viechtach und drei Zugpaare von Viechtach nach Blaibach.
Am 4. Februar 1991 wurde wegen 1990 festgestellter Schäden an der Regenbrücke bei Blaibach die Strecke Blaibach–Fichtental stillgelegt. Ein schweres Unwetter führte am 1. August 1991 zusätzlich dazu, dass der Prackenbach den Bahndamm bei Fichtental auf einer Länge von 30 m unterspülte und eine kleine Brücke zerstörte. Der regelmäßige Personenverkehr Blaibach–Viechtach wurde eingestellt und nur noch bedarfsweise bis Juli 1992 durchgeführt. Zu jenem Zeitpunkt hatte die Bahnmeisterei Viechtach bereits die Gleise und Schwellen der Bahnbrücke Blaibach entfernt. Am 30. April 1991 folgte die Einstellung des regelmäßigen Personenverkehrs auf dem Abschnitt Viechtach–Gotteszell. Daraufhin wurde der Bahnhof Teisnach komplett umgestaltet. Sämtliche Bahnhofsgebäude bis auf den Lokschuppen der Firma Pfleiderer wurden entfernt, um Platz für eine Straßenverbreiterung zu schaffen.
Der Güterverkehr Viechtach–Fichtental wurde am 31. März 1993 eingestellt und das Streckenstück am 1. September 1993 stillgelegt. Die Gleise nördlich des Bahnübergangs am Bahnhof Viechtach wurden verfüllt und der Stadt übergeben, die dort einen Parkplatz errichtete. Die Landkreise Cham und Regen erwarben die Strecke und errichteten darauf bis 1997 einen Radweg.
Am 30. Juni 2001 wurde der Güterverkehr auf dem restlichen Streckenstück eingestellt. Das Bahnhofshauptgebäude in Ruhmannsfelden wurde in den folgenden Jahren abgerissen, der verfallene Lokschuppen der Papierfabrik Pfleiderer am Bahnhof Teisnach wurde im Oktober 2014 dem Erdboden gleichgemacht.

### Betrieb nach der Teilstilllegung

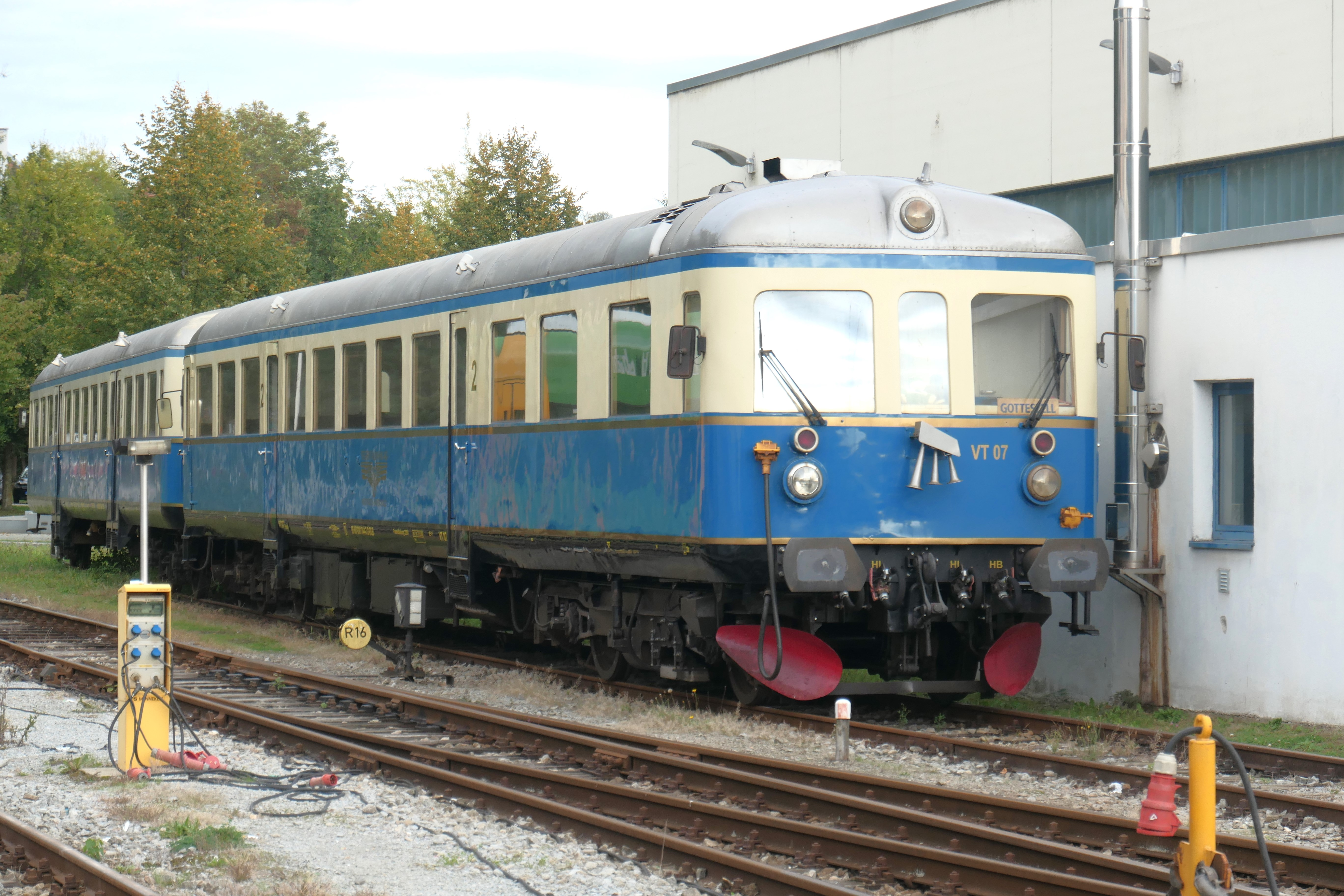
Triebwagen RAG VT 07 in Viechtach (Okt. 2024)

Auf der verbliebenen Reststrecke zwischen Gotteszell und Viechtach verkehrten nur noch Güterzüge, Leerfahrten der Werkstätten der Regentalbahn in Viechtach und Sonderzüge. Die Strecke wird im Zugleitbetrieb betrieben.
Nachdem der reguläre Personenverkehr eingestellt worden war, gründete sich 1991 der Verein Wanderbahn im Regental e. V., um mit dem historischen Regentalbahn-Fahrzeug vom Typ Esslinger Sonderfahrten auf der noch betriebsfähigen Strecke Gotteszell–Fichtental durchzuführen. Am 3. August 1991 gab es die erste von drei Fahrten in jenem Jahr. Im Folgejahr wurden acht Fahrtage angeboten. Seit der Stilllegung des Abschnittes Fichtental–Viechtach 1993 fuhren Züge nur noch bis Viechtach. Am 26. Oktober 2008 konnte die 1000. Fahrt der Wanderbahn gefeiert werden.

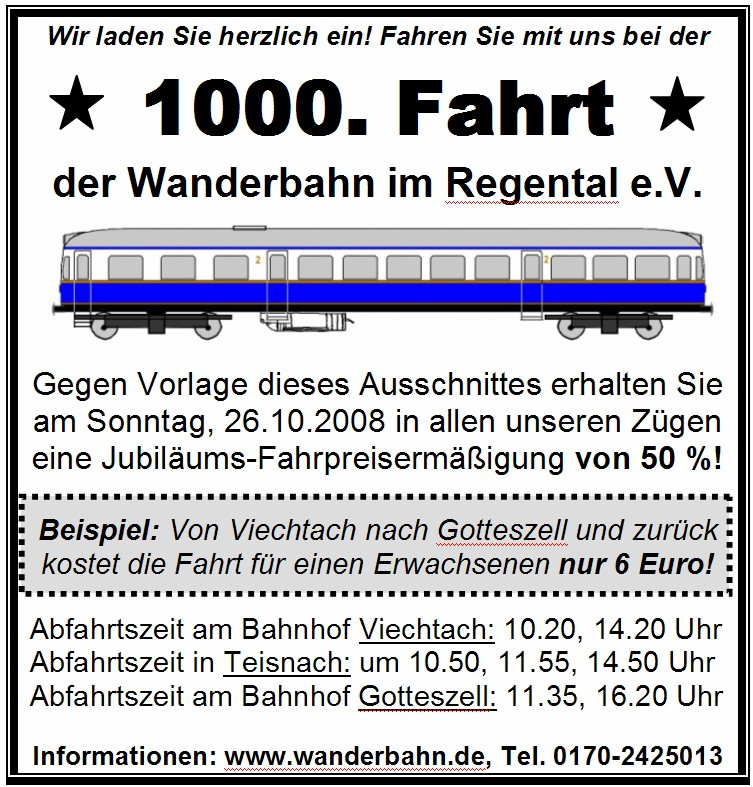
Anzeige zur 1000. Fahrt der Wanderbahn

Bis 2015 führte der Verein von Mai bis Oktober und im Dezember insgesamt 24 Fahrtage durch. Sie wurden pro Jahr von etwa 10.000 Fahrgästen genutzt. 2016 waren es bis September 18 Fahrtage.

### Scheitern der Reaktivierung im Rahmen der Ausschreibung des Waldbahn-Netzes 2009–2010
Im Zuge der Ausschreibung von Regionalzugverkehren in Ostbayern durch die Bayerische Eisenbahngesellschaft (BEG), die auch das Zwiesler Netz umfasst, wurden 2009 Forderungen laut, auch diese Bahnstrecke auszuschreiben. Gefordert wurde ein Zwei-Stunden-Takt mit Anschluss in Gotteszell an die Züge der Bahnstrecke Plattling–Zwiesel–Bayerisch Eisenstein. Eine Demonstrationsfahrt des Wanderbahn-Vereins mit 70 Politikern am 20. Juni 2009 mit einem Waldbahn-Regioshuttle sollte dies unterstreichen. Die Gemeinde Geiersthal sagte im Juli 2009 ihre Unterstützung zu. Im Laufe des Sommers 2009 wurden darüber hinaus insgesamt 4587 Unterschriften für die Reaktivierung der Bahnlinie gesammelt.
Daraufhin ließ das bayerische Verkehrsministerium im Sommer 2010 das Fahrgastpotenzial ermitteln. Dieses wurde auf lediglich 460 Fahrgäste pro Tag geschätzt, was unter den von der BEG geforderten durchschnittlichen 1000 Fahrgästen pro Tag lag. Vor Ort wurde die Methodik kritisiert. So wurde die gesteigerte Nutzung der Züge durch Touristen aufgrund des Gästeservice Umweltticket (GUTi) nicht berücksichtigt. Eine neuerliche Untersuchung ergab im Dezember 2010 auf dem am stärksten genutzten Abschnitt Gotteszell–Ruhmannsfelden 310 Fahrgäste pro Tag. Eine nachträgliche Aufnahme in die Ausschreibung wurde daher abgelehnt.

### Reaktivierung im Personenverkehr durch einen fünfjährigen Probebetrieb 2016–2021

#### Politische Diskussionen
Trotz der Ablehnung gab es weiterhin Reaktivierungsbemühungen durch den Landkreis Regen, die sechs Anliegergemeinden, die Regentalbahn AG, der Verein Wanderbahn im Regental e. V. und das Forschungsprojekt E-Wald der Technischen Hochschule Deggendorf.
Ein Gegengutachten wurde bei Johannes Klühspies, Leiter des Lehrstuhls für Angewandte Wirtschaftswissenschaften an der TH Deggendorf, in Zusammenarbeit mit dem Landratsamt Regen und der Regentalbahn AG in Auftrag gegeben. In drei untersuchten Szenarien ermittelte man ein Potenzial von durchschnittlich 1.000 bis 1.585 Fahrgästen pro Werktag. Die Kosten für eine Infrastrukturertüchtigung wurden mit 0,65 Mio. Euro, die Betriebskosten mit 2,8 Mio. Euro beziffert. Die Studie wurde im November 2012 an den Bayerischen Verkehrsminister Martin Zeil übergeben.
Am 24. März 2013 gründete sich aus dem Arbeitskreis Agenda 21 heraus der Förderverein Go-Vit – Nachhaltige Mobilität zwischen Gotteszell und Viechtach e. V.
Neben dem Verein setzten sich im Frühjahr 2013 mehrere Landtagsabgeordnete für die Wiederaufnahme des regulären Personenverkehrs ein. Auch Go-Vit e. V. wandte sich direkt an das bayerische Wirtschaftsministerium. Hierzu reisten 60 Reaktivierungsbefürworter am 27. April 2013 zu Gesprächen mit Staatsminister Zeil nach München. Bei dieser Gelegenheit wurden 7200 Unterstützerunterschriften übergeben. Der Wirtschaftsminister verwies dabei auf die Fachabteilungen der BEG, deren Prüfung noch nicht abgeschlossen sei. Als frühestmöglicher Zeitpunkt für eine Reaktivierung wurde aufgrund der Finanzierung durch einen Doppelhaushalt 2015/16 der Fahrplanwechsel im Dezember 2015 genannt. Für diese Ankündigung erhielt Martin Zeil vom Deutschen Bahnkunden-Verband den Deutschen Schienenverkehrs-Preis 2013.
Minister Zeil und seine Staatssekretärin Katja Hessel deuteten zwischen März und Juli 2013 an, dass das Ministerium die Fahrgastzahlen, trotz anderslautenden Gegengutachten, weiterhin unter 1000 Fahrgästen einschätzt. Jedoch sei ein Sonderprogramm im Nachtragshaushalt 2014 oder dem Haushalt 2015/16 für Probebetriebe auf Strecken mit 500 bis 1000 prognostizierten Fahrgästen möglich. Bei einem Gespräch zwischen dem Minister, der Bayerischen Eisenbahngesellschaft, dem Regener Landrat Michael Adam und Johannes Klühspies am 19. Juli 2013 wurde dies bekräftigt. Man stellte fest, dass sich die methodischen Ansätze des Gutachtens der BEG und der TH Deggendorf unterschieden und somit zwei unterschiedliche Ergebnisse erzielt wurden. Jedoch betrachtete der Freistaat einzig die auf 740 Fahrgäste pro Tag erhöhte Prognose der BEG als maßgebend für Bestellungen im SPNV. Trotzdem kündigte eine gemeinsame Presseerklärung einen Probebetrieb für die Bahnstrecke an, sofern der bayerische Landtag einen Sondertitel in den Haushalt aufnehme.
Das Bundesverkehrsministerium sagte im Rahmen des Projektes Inter- und Multimodalität im ländlichen Raum durch Verknüpfung von Elektrobus und Schienenregionalverkehr im Kontext mit E-Wald als Teil der E-Land Schaufenster 6 Millionen Euro zu, um im Rahmen der Reaktivierung eine Stadtbus-Linie zwischen dem Bahnhof und dem Schulzentrum mit Elektrobussen und induktiver Energieübertragung einzurichten. In einer Anfrage einer Lokalzeitung bestätigte das Ministerium, dass diese Buslinie zusammen mit einer Reaktivierung der Bahnstrecke bis Dezember 2014 starten solle. Der seit der Landtagswahl 2013 für Bahnverkehr zuständige bayerische Innenminister Joachim Herrmann betonte, dass sein Ministerium einem Probebetrieb grundsätzlich aufgeschlossen sei. Er betonte jedoch deutlich das knappe Budget für den Schienenverkehr und dass die Prognosen des Freistaates unter 1000 Fahrgäste pro Werktag auswiesen und somit ein regulärer Schienenpersonenverkehr nicht bestellt werde. Daher liege das letzte Wort beim Landtag, der im März 2014 über den Nachtragshaushalt entscheide und einen eventuellen Probebetrieb finanzieren könne.
Um den Bahnverkehr der Bevölkerung näher zu bringen, organisierte Go-Vit zusammen mit der Wanderbahn im Regental und der Regentalbahn zusätzlich zu den Wanderbahn-Fahrten regelmäßig Sonderfahrten auf der Bahnstrecke. Die erste dieser Fahrten war ein nächtlicher Sonderzug am 30. Mai 2013 von Viechtach nach Deggendorf zu einer Partyveranstaltung an der Donau und wurde von 160 Jugendlichen genutzt. Am 6. Juli 2013 und am 5. Juli 2014 wurde zwischen Viechtach und Gotteszell ein Taktverkehr zu den Viechtacher Bürgerfesten eingerichtet. Mehr als 1100 Fahrgäste nutzten 2013 diese Züge. Im Zuge dieser Aktion traten 35 Neumitglieder dem Förderverein bei und 719 Personen unterschrieben für die Reaktivierung der Bahnstrecke. Zum Viechtacher Saitensprung am 8. September 2013 wurde ein weiterer Sonderzug von Deggendorf nach Viechtach gefahren, der die am Sonntag verkehrenden beiden Wanderbahn-Zugpaare verstärkte.
Anfang Februar kam es zu einem Gespräch zwischen Politikern der Region und Verkehrsminister Herrmann. Herrmann sagte zu, dass der Freistaat Bayern einen zweijährigen Probebetrieb ab Juni 2015 finanziere, sofern die Region zehn Prozent der Kosten übernehme. Ebenso müssten die Busverbindungen an den Zugverkehr angepasst werden.

#### Bürgerentscheid über den Probebetrieb 2015
Im Rahmen der Detailplanungen zum Probebetrieb kam es zu unterschiedlichen Auffassungen bezüglich der Verlagerung des Schülerverkehrs zum Schulzentrum Viechtach. Durch die hohe Zahl von 240 Schülern würden Züge mit drei Triebwagen notwendig werden. Die hierdurch für Infrastruktur und Fahrzeugbeschaffung notwendigen Kosten wurden von Seiten des Landkreises für den Probebetrieb als zu hoch aufgefasst. Erst im Rahmen eines regulären Betriebes könne dies geschehen. Darüber hinaus ergab sich, dass aufgrund der Genehmigungs-, Planfeststellungs- und Ausschreibungsverfahren der Probebetrieb erst frühestens im Juni 2016 starten könne. Der Landkreis Regen beauftragte daneben die Regionalbus Ostbayern mit der Erarbeitung eines neuen Mobilitätskonzeptes, das bis Ende 2015 umgesetzt werden soll und die Bahnlinie in ein integriertes Bahn-Bus-Konzept aufnehmen soll.
Anfang Juni stimmte der Wirtschaftsausschuss des bayerischen Landtages einstimmig einem Antrag der Freien Wähler für einen Probebetrieb auf der Strecke zu, nachdem dieser von einer dreijährigen auf eine zweijährige Laufzeit verkürzt worden war.
Im Zuge der Diskussion um den Schülerverkehr und der verkehrlichen Auswirkungen auf ihre Kommune beantragte die Teisnacher Bürgermeisterin und Kreisrätin Rita Röhrl beim Kreisrat Regen einen Bürgerentscheid über die finanzielle Beteiligung des Landkreises am Probebetrieb. Der Kreisrat stimmte Mitte Dezember 2014 mit 29 zu 27 Stimmen dafür, am 8. Februar 2015 den Entscheid mit der Fragestellung: „Sind Sie dafür, dass der Landkreis Regen den von der Bayerischen Eisenbahngesellschaft (BEG) angedachten zweijährigen Probebetrieb zur Wiederinbetriebnahme der Bahnstrecke Gotteszell – Viechtach mit einem Kostenbeitrag von 10 Prozent des diesbezüglichen Gesamtaufwandes ermöglicht und auf dieser Strecke die Kostenfreiheit des Schulweges nach den gesetzlichen Maßgaben sicherstellt?“ durchzuführen. Nach dem vorläufigen amtlichen Endergebnis ging der Bürgerentscheid mit 63,94 % zu 36,06 % für die Bahnstrecke aus. Da die Wahlbeteiligung nur bei 20,90 % lag, fehlten zum Zustimmungsquorum von 15 % jedoch 1,66 % oder 1065 Stimmen. Der Kreistag hatte aber bereits vor der Abstimmung entschieden, das Ergebnis auch ohne Erreichen des Quorums anzuerkennen. In insgesamt 17 Gemeinden des Landkreises stimmten die Bürger zu, in sieben Gemeinden lehnten sie die Vorlage ab. Mit Achslach, Geiersthal, Gotteszell, Patersdorf, Ruhmannsfelden, Teisnach und Zachenberg waren dies ausnahmslos Gemeinden im Umfeld der Bahn. Die größte Ablehnung gab es in Teisnach mit 66,42 %. Die größte Zustimmung wurde in Viechtach mit 85,69 % verzeichnet. Diese Gemeinde war auch die einzige Anliegergemeinde der Bahnstrecke, die sich für den Probebetrieb aussprach.
Der Landrat sagte direkt im Anschluss an den Bürgerentscheid dem bayerischen Innenministerium die Übernahme der zehnprozentigen Beteiligung im Falle des Nichterreichens der Hürde von durchschnittlich 1000 Fahrgästen zu. Das Ministerium schätzte in einer Stellungnahme, dass ein Beginn des Probebetriebs im September 2016 zwar ambitioniert, aber möglich sei.
Adam kündigte ebenso an, dass die Mitarbeiter des Landratsamts rasch den Probebetrieb in das neue ÖPNV-Konzept einarbeiten würden. Darüber hinaus sollte in Zusammenarbeit mit Kommunen, Schulen, Eltern und Verkehrsunternehmen ein Schülerverkehrskonzept erstellt werden. Es sollte bis Juni 2015 fertig gestellt sein. Der zuständige Kreisausschuss beschloss daraufhin, mindestens 44.000 Euro für die notwendigen Busverbindungen zwischen Viechtach Bahnhof und dem Schulzentrum in den Kreishaushalt einzustellen, um die geplanten 183 Schüler auf dieser Strecke zu befördern. Ein Bahntransport von Schülern aus dem Gemeindebereich Ruhmannsfelden nach Deggendorf wurde dagegen aufgrund der zu erwartenden Mehrkosten von 60.000 Euro abgelehnt.

#### Baumaßnahmen
Im April 2015 begannen mit der Bestellung über 165 Tonnen Gleisschotter die Arbeiten für die Sanierung der Strecke. Die Planungen der Länderbahn (Stand Mai 2015) sahen vor, den Schotter im August/September 2015 für den Schienenwechsel zwischen Viechtach und Schnitzmühle zu verwenden. Im Herbst 2015 wurden durch den Streckenbetreiber die Böbracher Tunnelportale gesichert. Für die Reaktivierung notwendige Sanierung der Stationen begannen Ende Juli 2016; diese wurden mit Haltestellenschildern, Beleuchtung und größtenteils neuen Wartehäuschen ausgestattet. Die Bahnsteige zwischen Teisnach und Viechtach werden auf 75 m verlängert, so dass Regio-Shuttle in Dreifachtraktion dort halten können. Außerdem wurde bis zum Beginn des Probebetriebs im September 2016 der Haltepunkt Teisnach zu einem Bahnhof ausgebaut, in dem Züge kreuzen können, und der Haltepunkt Teisnach Rohde & Schwarz neu gebaut. Diese beiden Halte werden mit 55 cm hohen Bahnsteigkanten zum stufenlosen Einstieg ausgestattet. Insgesamt investierte der Streckenbetreiber ca. eine Million Euro. Zudem wurden die Bahnübergänge Ruhmansfelden-Giggenried, Teisnach Georg-Wittmann-Platz und Teisnach Kaikenrieder Straße mit jeweils vier Halbschranken gesichert, um gefährliche Übergänge zu entschärfen und Lärmbelästigungen durch Pfeifsignale zu vermeiden. Der Übergang Teisnach Regenmühlstraße wurde aufgrund der ungünstigen Lage an einem vielbefahrenen Kreisverkehr zunächst durch Posten gesichert. Die Kosten für die Schranken in Teisnach und Ruhmannsfelden beliefen sich jeweils auf etwa 600.000 Euro. Aufgrund von Mehrkosten im sechsstelligen Bereich wurde vorläufig auf elektronische Fahrgastinformationen am Bahnsteig verzichtet. Umfeldverbesserungen wie Parkplätze, Fahrradständer und Wege sollen durch die Gemeinden erfolgen.

### Betrieb ab September 2016

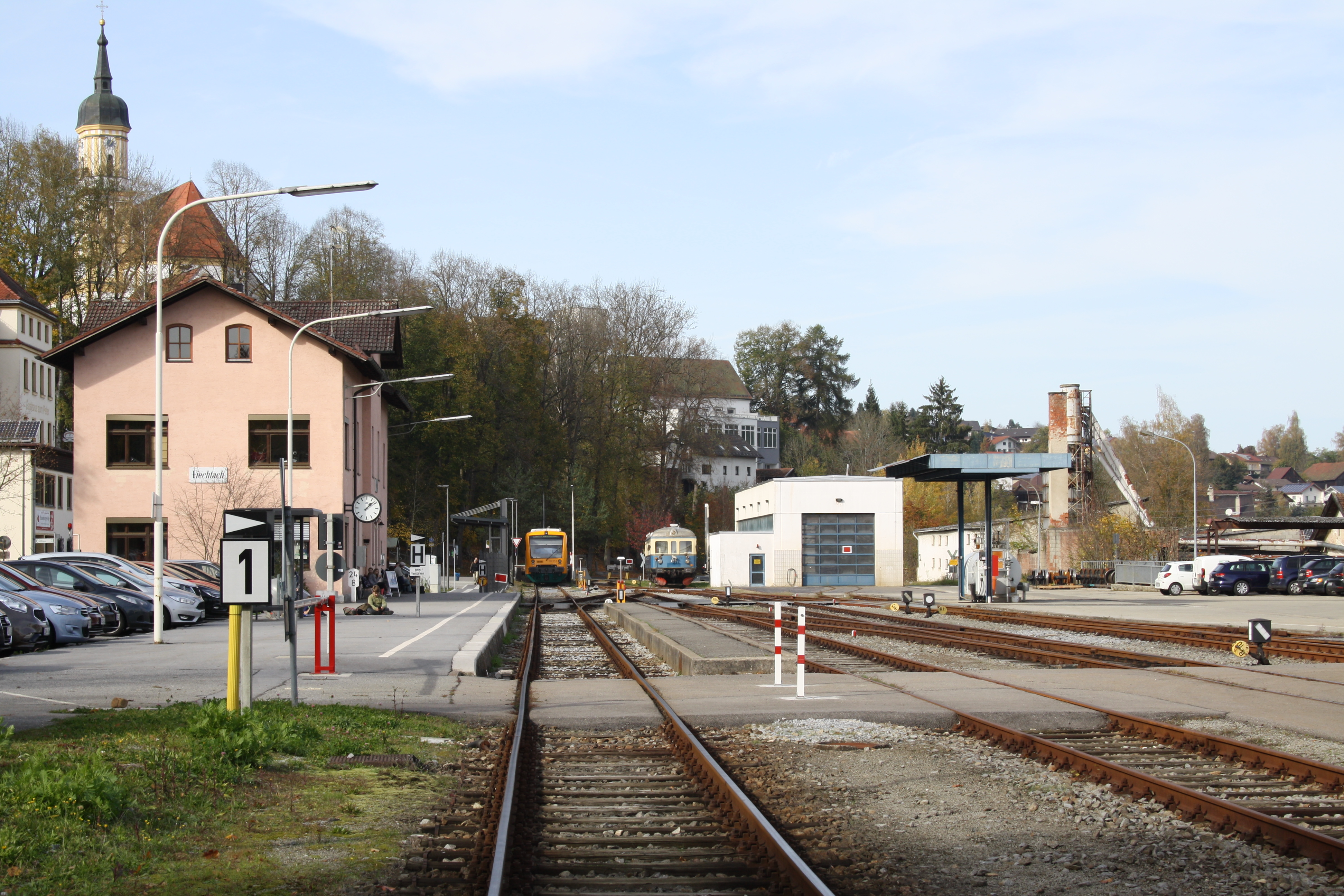
Bahnhof Viechtach

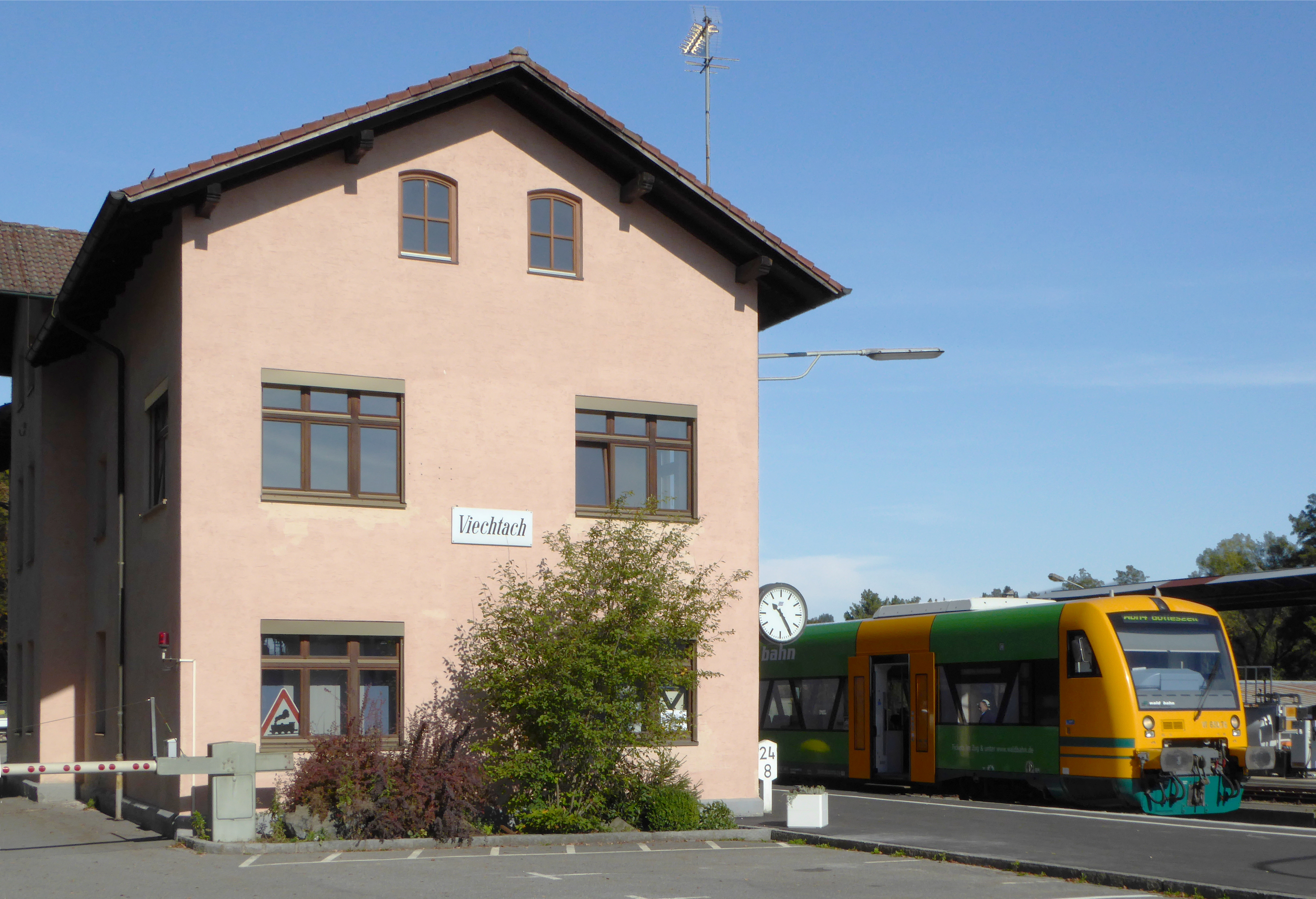
WBA 4 wartet am Bahnhof Viechtach

Am 27. Juni 2015 wurde im Amtsblatt der Europäischen Union eine Vorinformation zur Ausschreibung der Strecke von der Bayerischen Eisenbahngesellschaft veröffentlicht. Sie beabsichtigt, insgesamt 290.000 Zugkilometer pro Jahr auf dieser Strecke an die Regentalbahn zu vergeben, sofern keine anderen Angebote eingehen. Der Probebetrieb startete zu Schuljahresbeginn am 13. September 2016 und soll zwei Jahre bis voraussichtlich 12. September 2018 andauern.
Die Züge bedienen im Taktverkehr die Halte Gotteszell Bahnhof, Ruhmannsfelden, Patersdorf, Teisnach Rohde & Schwarz, Teisnach, Gumpenried-Asbach, Schnitzmühle und Viechtach. Die Fahrzeit beträgt knapp 45 Minuten, die Züge haben in Gotteszell Anschluss in bzw. aus Richtung Deggendorf/Plattling und Zwiesel/Bay. Eisenstein.
Im Mai 2015 wurde eine Fahrplanvariante der Bayerischen Eisenbahngesellschaft durch die Länderbahn vorgestellt, die einen Stundentakt montags bis freitags und einen Zweistundentakt an Wochenenden vorsah. Der zuständige Kreistagsausschuss kritisierte dies und forderte auch an Wochenenden einen Stundentakt, notfalls unter Kostenbeteiligung des Landkreises, durchzuführen. Das Bayerische Innenministerium bezeichnete, in Abstimmung mit der Bayerischen Eisenbahngesellschaft, diese Fahrplanvariante jedoch nur als eine von mehreren möglichen. Das Fahrplankonzept würde erst in Abstimmung mit den Gremien festgelegt werden. Ende Juli 2015 beschloss der Ausschuss des Kreistages einen Fahrplanentwurf, der montags bis freitags 17 Zugpaare vorsieht, samstags 15 und sonntags 11. Diese Variante sieht, mit kleinen Ausnahmen sonntagvormittags, einen ganztägigen Stundentakt vor. Darüber hinaus beschloss der Ausschuss die Umsetzung eines neuen Busnetzes im Jahr 2016, das auf die Züge abgestimmt ist. Weil sich der Gemeinderat von Patersdorf gegen die Einrichtung einer Beleuchtung und den Winterdienst auf dem Weg zur Haltestelle aussprach, werden die Schulkinder dieser Gemeinde weiterhin mit dem Bus zur Schule nach Viechtach befördert.
Die Bauarbeiten an den Haltestellen und den Bahnübergängen begannen Mitte Juli 2016 und zogen sich bis in den September hinein. Am Samstag, den 10. September 2016 wurde in einem historischen Dampfzug auf der Strecke der Vertrag über den Probebetrieb zwischen dem Geschäftsführer der Bayerischen Eisenbahngesellschaft und dem Vorstand der Länderbahn unterzeichnet. Tags darauf wurde mit einem Bahnhofsfest die Reaktivierung mit der Bevölkerung gefeiert. Hierbei waren jener Dampfzug sowie zum vorerst letzten Mal der Esslinger Triebwagen der Wanderbahn auf der Strecke im Regental unterwegs. Am 12. September 2016 begann der Probebetrieb mit dem ersten Zug um 3:51 Uhr.

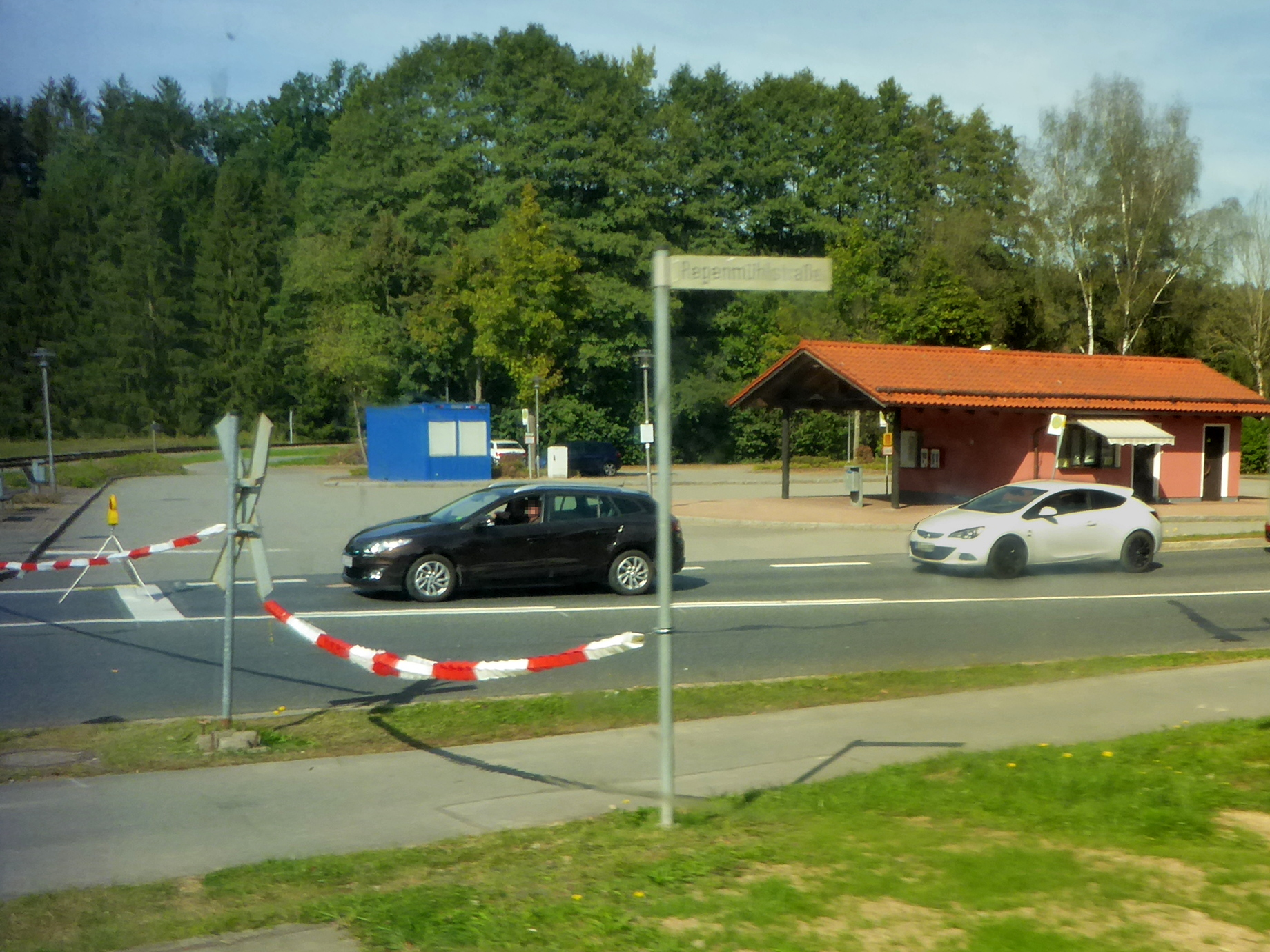
Manuelle Absperrung am Bahnübergang

Als problematisch erwies sich in den ersten Tagen die Ortsdurchfahrt in Teisnach. Dort wurde ein Bahnübergang per Postensicherung abgesperrt. Aufgrund des hohen Verkehrsaufkommens und der langen Schließzeiten kam es auf den drei zulaufenden Straßen zu langen Staus. Hierauf wurde mit der Straßenfreigabe zwischen den beiden sich begegnenden Zügen reagiert.
Mitte Oktober unterschrieben die Stadt Viechtach und die Landkreise Regen und Freyung-Grafenau einen Vertrag über den Beitritt der Stadt zum Gästeservice-Umweltticket GUTi zum 1. Dezember 2016. Im Zuge dieser Vertragsunterzeichnung wurden die Fahrgastzahlen einen Monat nach Inbetriebnahme auf 300–400 pro Tag beziffert.
Der Esslinger Triebwagen VT 07 der Wanderbahn, der nach der Aufnahme des Probebetriebs wegen fehlender PZB-Ausrüstung vorerst nicht mehr auf der Strecke fahren durfte, wurde mittlerweile von der Länderbahn nachgerüstet. Seit Juli 2017 werden wieder Fahrten im historischen Triebwagen angeboten. Aufgrund des engen Taktgefüges geschieht dies in gemischter Traktion mit einem Regio-Shuttle. Hierbei werden gegen Mittag zwei Umläufe in regulärer Zeitlage bedient. Ein Halt an den seit Beginn des Probebetriebs nicht mehr angefahrenen kleinen Wanderhaltepunkten erfolgt dabei nicht.
Seit Ende 2016 verkehren hier planmäßige Züge der damals neu eingeführten Linie WBA4 in der Relation Gotteszell–Viechtach, wobei einzelne Verbindungen bereits in Teisnach enden. Die Strecke wird im Stundentakt bedient. Die Züge kreuzen im Bahnhof Teisnach, der einzigen Zwischenstation ohne Bedarfshalt.
Im Mai 2018 wurde der zweijährige Probebetrieb vom bayerischen Verkehrsministerium um drei Jahre bis 2021 verlängert.

### Entwicklung der Fahrgastzahlen
Der Verein Go-Vit führt seit November 2016 regelmäßig auf der Strecke etwa alle zwei Monate eigene Fahrgastzählungen durch. Die bisherigen Ergebnisse dieser Zählungen sind:
| Datum                  | Summe Einsteiger | Durchschnittliche Fahrgastzahl | Fahrstrecke pro Fahrgast | Quelle        |
| ---------------------- | ---------------- | ------------------------------ | ------------------------ | ------------- |
| Mo. 7. November 2016   | 629              | 424                            | 16,7 km/Person           | [ 64 ] [ 65 ] |
| Fr. 13. Januar 2017    | 617              | 384                            | 15,4 km/Person           | [ 66 ]        |
| Mo. 13. März 2017      | 620              | 422                            | 16,9 km/Person           | [ 67 ]        |
| Do. 11. Mai 2017       | 623              | 405                            | 16,1 km/Person           | [ 68 ]        |
| Di. 20. Juni 2017      | 708              | 490                            | 17,2 km/Person           | [ 69 ] [ 70 ] |
| Mi. 12. Juli 2017      | 820              | 539                            | 16,4 km/Person           | [ 71 ] [ 72 ] |
| Mo. 25. September 2017 | 701              | 497                            | 17,6 km/Person           |               |
| Mo. 6. November 2017   | 671              | 455                            | 16,9 km/Person           | [ 73 ]        |
| Fr. 13. Juli 2018      | 1112             | 639                            |                          | [ 74 ]        |
| Fr. 16. November 2018  | 590              | 408                            |                          | [ 73 ]        |
| Fr. 19. Juli 2019      | 1277             | 861                            |                          | [ 75 ]        |

Bei diesen Zählungen waren etwa ein Drittel der Fahrgäste Schüler.
Die Bayerische Eisenbahngesellschaft kritisierte in einer Pressemeldung vom 2. August 2017 die Veröffentlichung dieser Fahrgastzahlen. Aus ihrer Sicht entspricht diese Zählung eines einzelnen Tages nicht den wissenschaftlichen und standardisierten Methoden, die üblicherweise für Fahrgastzählungen angewendet werden. So wird etwa in den offiziellen Erhebungen jeder Reisetag pro Quartal zwei Mal erhoben. Diese Zahlen weisen deutlich niedrigere Werte auf als diejenigen des Fördervereins. Sie stellte diesen Zahlen ihre eigenen entgegen, die deutlich niedrigere Werte aufweisen. Dies rief Kritik aus der Region hervor, da die BEG verschiedene Zeiträume miteinander verglich. Ein Vergleich der Zahlen der gleichen Quartale weist nur einen geringen, statistisch nicht signifikanten, Unterschied auf. Diese Asymmetrie in der Auswertung räumte auch die BEG in der Folge ein und relativierte ihre Kritik. Man hätte lediglich die Methode einer nur eintägigen Zählung, nicht die Zahlen an sich kritisieren wollen. Nachfolgend die von der Bayerischen Eisenbahngesellschaft veröffentlichten durchschnittlichen Fahrgastzahlen Montag bis Freitag an Schultagen:
| Verkehrstag     | Summe Einsteiger | Durchschnittliche Fahrgastzahl | Fahrstrecke pro Fahrgast |
| --------------- | ---------------- | ------------------------------ | ------------------------ |
| 4. Quartal 2016 | 550              | 375                            | 16,9 km/Person           |
| 1. Quartal 2017 | 513              | 330                            | 16,0 km/Person           |
| 2. Quartal 2017 | 597              | 392                            | 16,3 km/Person           |
| 3. Quartal 2017 | 759              | 517                            | 16,9 km/Person           |

Darüber hinaus veröffentlichte die Gesellschaft für das 4. Quartal 2016 und das 4. Quartal 2017 die niedrigeren Zahlen für die Zeiträume Montag–Freitag in Ferien und Wochenenden:
| Verkehrstag                  | Summe Einsteiger | Durchschnittliche Fahrgastzahl | Fahrstrecke pro Fahrgast |
| ---------------------------- | ---------------- | ------------------------------ | ------------------------ |
| 4. Quartal 2016 Mo–Fr Ferien | 420              | 266                            | 15,7 km/Person           |
| 4. Quartal 2016 Wochenende   | 450              | 350                            | 19,3 km/Person           |
| 4. Quartal 2017 Mo–Fr Ferien | 629              | 439                            | [ 80 ]                   |
| 4. Quartal 2017 Wochenende   | 518              | 374                            | [ 80 ]                   |

Bis zum 4. Quartal 2017 wurden im Jahresdurchschnitt 403 (345) Personenkilometer je Werktag in der Schulzeit (Ferienzeit) erreicht; gefordert sind für einen Erfolg des Probebetrieb je Werktag 1000 Personenkilometer je Kilometer Betriebslänge (Querschnittsnachfrage). Die Enquete-Kommission des Bayerischen Landtags zu gleichwertigen Lebensverhältnissen in Bayern kritisierte diese Forderung Anfang 2018 deutlich: Bei der Nachfrage von mehr als 1000 Reisenden pro Werktag wird außer Acht gelassen, dass es insbesondere an den Wochenenden und in der Ferienzeit in Tourismusregionen eine große Nachfrage nach ÖPNV-Angeboten gibt. Für die Einschätzung der Wirtschaftlichkeit der Bahnlinie reiche ausschließlich die Fahrgastanzahl nicht aus; Nachfrageeffekte für Hauptstrecken blieben unberücksichtigt. Da der Freistaat, anders als bei S-Bahn-Projekten in Ballungszentren, keine Infrastrukturinvestitionen fördere, würden Strecken-Reaktivierungen erschwert.
Vergleich der durchschnittlichen Fahrgastzahlen der BEG und Go-Vit:
Die Quartale orientieren sich aufgrund des Probebetriebsbeginn an den jeweilig 12. des Monats. Das hier angegebene 4. Quartal 2016 erstreckte sich somit vom 12. September bis 11. Dezember 2016.

### Ringen um Fortführung des Probebetriebs und Übergang in den Dauerbetrieb (2020–2025)
In einer Pressemitteilung vom 24. August 2020 kündigte die Bayerische Staatsministerin für Wohnen, Bau und Verkehr Kerstin Schreyer an, dass der seit 2016 laufende Probebetrieb zum September 2021 eingestellt werde. Sie argumentierte, dass die notwendige Nachfrage von mehr als 1.000 Fahrgästen pro Werktag mit bei deutlich unter 500 Fahrgästen pro Werktag in keinem Jahr des Probebetriebs erreicht worden sei. Die Kosten für den Probebetrieb lägen bei drei Millionen Euro pro Jahr, dies ohne Ertüchtigung der Infrastruktur. Der Vertrag für den Probebetrieb werde nicht mehr verlängert, jedoch der Landkreis weiterhin mit ÖPNV-Zuweisungen und Zuschüssen für die Rufbusse im Arberlandverkehr gefördert.
Regens Landrätin Rita Röhrl war über diese Entscheidung der Staatsregierung nicht vorab informiert. In keinerlei Vorgesprächen sei über dieses Ende der Bahnlinie gesprochen oder es auch nur angedeutet worden. Auch die Betreiberin der Waldbahn war nicht in die Entscheidung involviert. Auch die örtlichen Landtagsabgeordneten Max Gibis und Manfred Eibl sowie betroffene Bürgermeister wie Franz Wittmann (Viechtach), Richard Gruber (Geiersthal) und Daniel Graßl (Teisnach) wurden erst zum Zeitpunkt der Pressemitteilung bzw. durch die Presse informiert. Der Förderverein für nachhaltige Mobilität zwischen Gotteszell und Viechtach „Go-Vit“ kündigte Gegenreaktionen an.

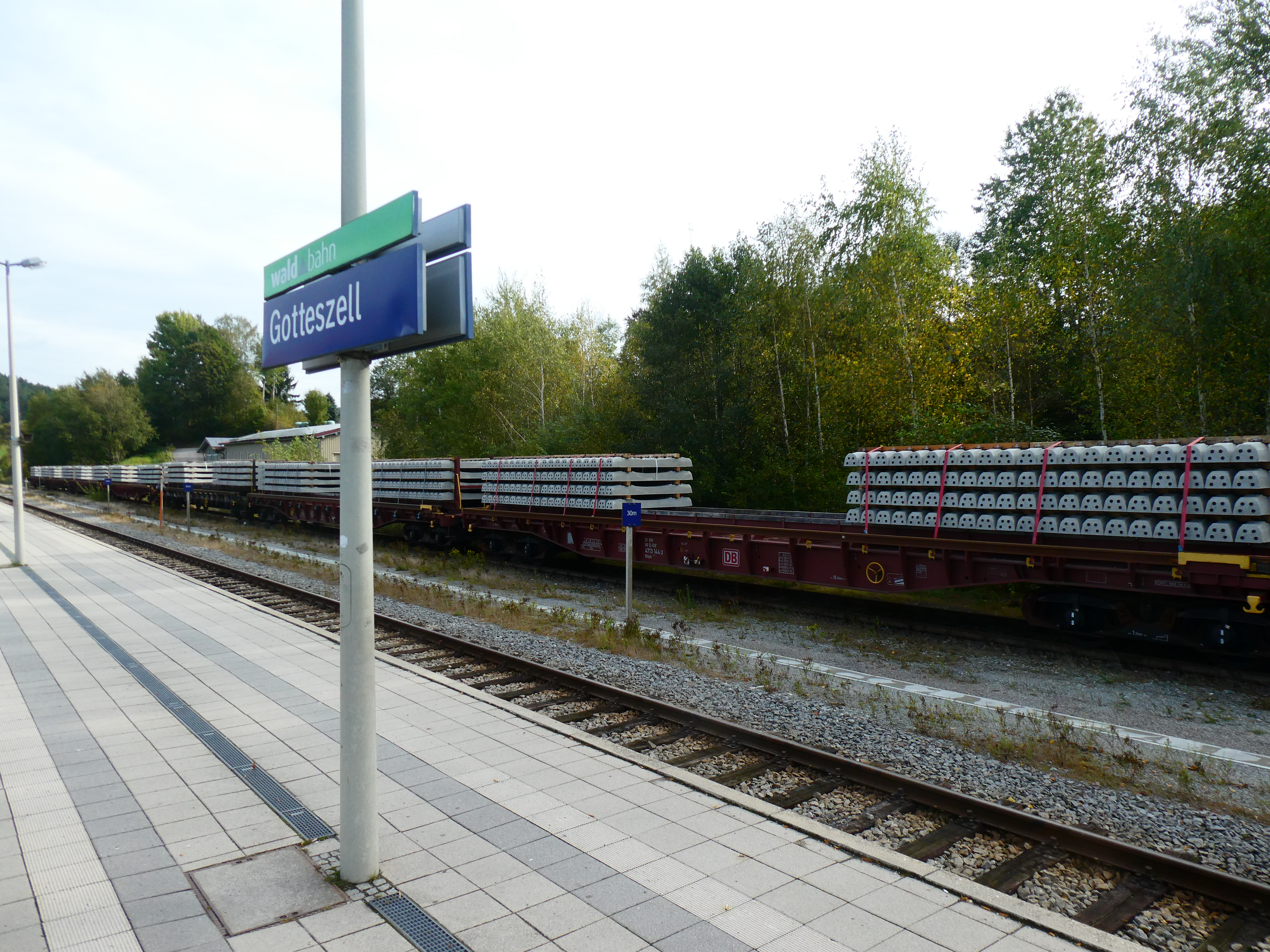
Oktober 2023: Betonschwellen in Gotteszell zur Sanierung der Strecke

Die Einstellung des Probebetriebs wurde am 7. September 2020 bei einer Pressekonferenz durch Kerstin Schreyer widerrufen. Der Bahnbetrieb solle zumindest so lange fortgesetzt werden, bis eine noch nicht in Auftrag gegebene Studie zu einem Verkehrsverbund der Landkreise Regen, Freyung-Grafenau und Deggendorf ausgewertet sei. Der Probebetrieb wurde zunächst bis September 2022 verlängert. Zum 1. September 2021 wurde der Verbundtarif DonauWald eingeführt, der mit Ausnahme des Landkreises Passau jedoch nicht den Schienenpersonennahverkehr umfasst. Die Studie, um diesen in einen Verkehrsverbund mit Integration des Zugverkehrs weiterzuentwickeln, wurde von den beteiligten Landkreisen im Juli 2022 in Auftrag gegeben. Dies soll bis Dezember 2025 verwirklicht werden, was dem Ende des aktuellen Verkehrsvertrages des übrigen Waldbahnnetzes entspricht. Daraufhin wurde der Probebetrieb bis zum Dezember 2025 verlängert.
Bei der Ausschreibung des Regionalverkehr Ostbayern-Bayerwald genannten Netzes rund um Zwiesel für den Zeitraum Dezember 2025 bis Dezember 2034 wurde diese Strecke als Eventualposition mit aufgenommen. Diese Ausschreibung wurde Anfang 2023 vom bisherigen Betreiber Länderbahn gewonnen.
Eine groß angelegte Modernisierung der Bahnstrecke begann im Mai 2023. Für etwa acht Millionen Euro Baukosten wurde der Oberbau erneuert und der Bahnübergang am Kreisverkehr in Teisnach technisch gesichert. Diese Baumaßnahmen dauerten bis zum 11. November 2023.
Im Februar 2024 kündigte Verkehrsminister Christian Bernreiter an, dass er eine Ausnahme von der 1000-Fahrgäste-Regel empfehle und der Betrieb dauerhaft fortgeführt werden soll. Nachdem dies durch den zuständigen Landtagsausschuss genehmigt wurde, stimmte der Landtag am 25. April 2024 dafür, die Strecke in den Dauerbetrieb zu überführen. Daraufhin zog die Bayerische Eisenbahngesellschaft als Besteller des Nahverkehrsangebots eine entsprechende Option des Verkehrsvertrags „Regionalverkehr Ostbayern“, der daneben die Strecken rund um Zwiesel umfasst. Damit wurde die Länderbahn für den Zeitraum von Dezember 2025 bis Dezember 2034 weiterhin für den Verkehr auf dieser Strecke beauftragt. Der regelmäßige Betrieb wird mit Triebwagen der Waldbahn durchgeführt. Zu ausgewählten Terminen an Wochenenden unternimmt die Wanderbahn im Regental mit dem Esslinger Triebwagen RAG VT 07 zusätzliche Fahrten auf der Strecke.

## Sonstiges
Die Strecke ist in ihrem Bauzustand von 1983 Teil der 2006 erschienenen Erweiterung „German Railroads Volume 7 Der Bayerische Wald“ des Microsoft Train Simulators. Technisch aktualisiert wurde dieses Programm 2011 zusammen mit anderen als „German Railroads – 10 Jahre virtuelle Eisenbahn“ erneut veröffentlicht.
Der bayerische Landesverband des Fahrgastverbands Pro Bahn verlieh den Bayerischen Fahrgastpreis 2017 für das Engagement um den Probebetrieb an den Stimmkreisabgeordneten und bayerischen Landwirtschaftsminister Helmut Brunner, den bayerischen Verkehrsminister Joachim Herrmann, den Verein Wanderbahn im Regental e. V. und den Go-Vit e. V.
In einer von der TH Deggendorf im März 2018 veröffentlichten Studie wurde ein hoher Mehrwert der Bahnstrecke in mehreren Bereichen festgestellt, weitere Voraussetzungen für einen Regelbetrieb müssten jedoch realisiert werden.